# Alaskacephale
Alaskacephale („hlava z Aljašky“) byl ptakopánvý pachycefalosauridní dinosaurus, žijící na severozápadním území Severní Ameriky (souvrství Prince Creek) v období pozdní svrchní křídy (stupeň kampán, asi před 70 miliony let). Typový druh A. gangloffi byl popsán americkým paleontologem Robertem Sullivanem v roce 2006.
Druhové jméno dinosaura je poctou paleontologovi Rolandu Gangloffovi, který se výzkumem tohoto jedince zabýval ještě před jeho oficiálním popisem. Holotyp představuje pouze část lebky, původně popsané jako Pachycephalosaurus sp. Oproti známějšímu druhu P. wyomingensis dosahoval tento dinosaurus jen asi poloviční velikosti, svými rozměry se tedy vyrovnal například rodu Prenocephale. Byl zřejmě blízkým příbuzným pachycefalosaura.